# Ronneby
Ronneby ( PRONÚNCIA) é uma cidade da província de Blekinge, na região de Gotalândia, no sul da Suécia. Está situada nas duas margens do rio de Ronneby, a poucos quilómetros da sua foz na costa do mar Báltico. Fica a 25 quilômetros a oeste da cidade de Karlskrona. 
É sede da comuna de Ronneby, pertencente ao condado de Blekinge.  Sua economia se baseia em funções administrativas municipais, na indústria informática e serviços.  Possui 8,21 quilômetros quadrados e segundo censo de 2018, havia 13 082 habitantes.

## Comunicações
Ronneby é atravessada pela estrada europeia E22 (Trelleborg-Norrköping), no sentido leste-oeste, pela estrada nacional 27 (Karlskrona-Gotemburgo), no sentido norte-sul e pela linha costeira de Blekinge (Kristianstad-Karlskrona). Tem instalações portuárias na foz do rio de Ronneby e fica a 8 quilômetros do aeroporto de Ronneby. 

## Património
- Igreja da Santa Cruz (Heliga Kors kyrka; século XII) [5]
- Termas de Ronneby (Ronneby Brunn) [5]
- Reserva cultural de Bergslagen (Kulturreservatet Bergslagen) [6]

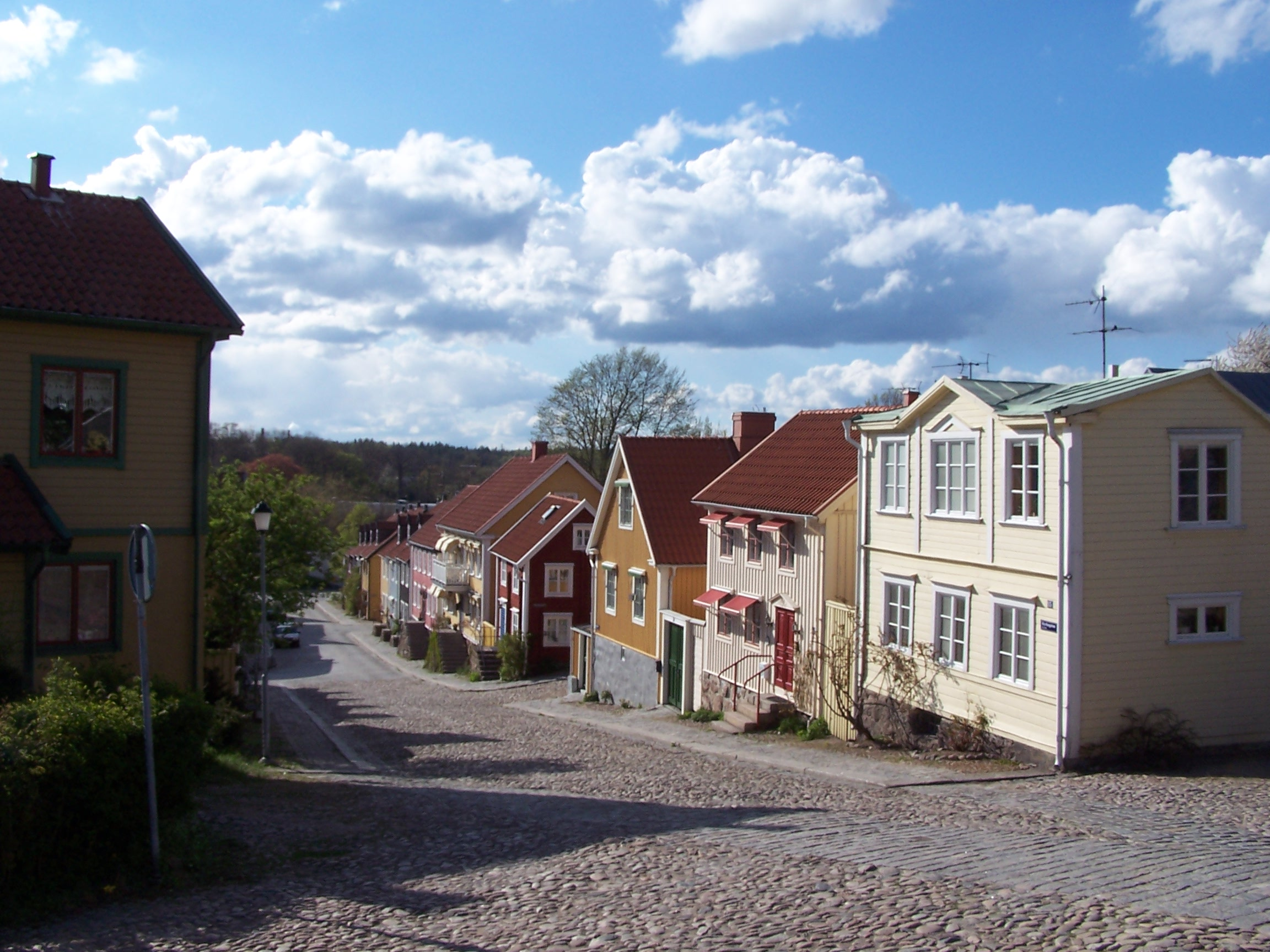
Bergsslagen
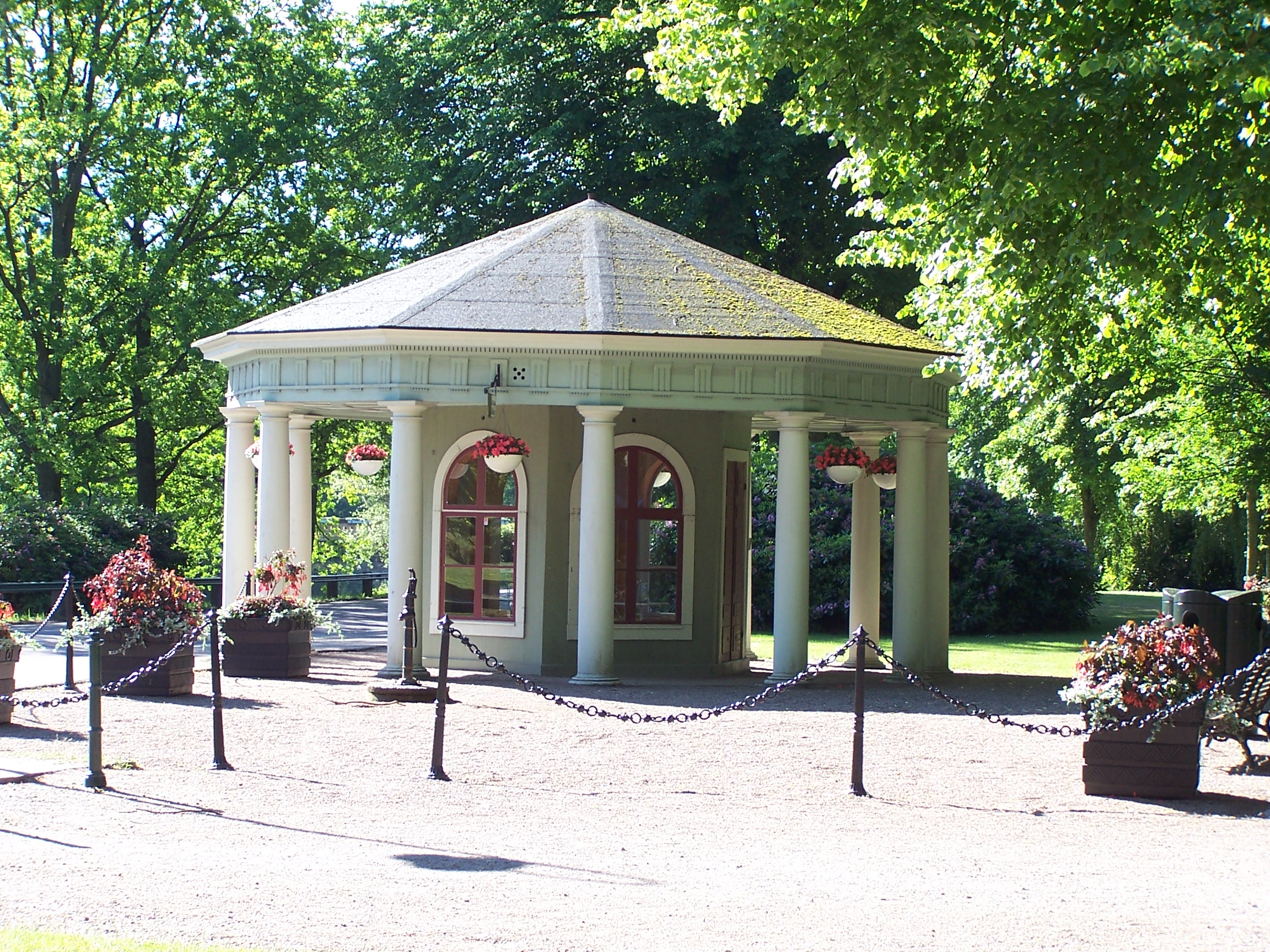
Termas de Ronneby
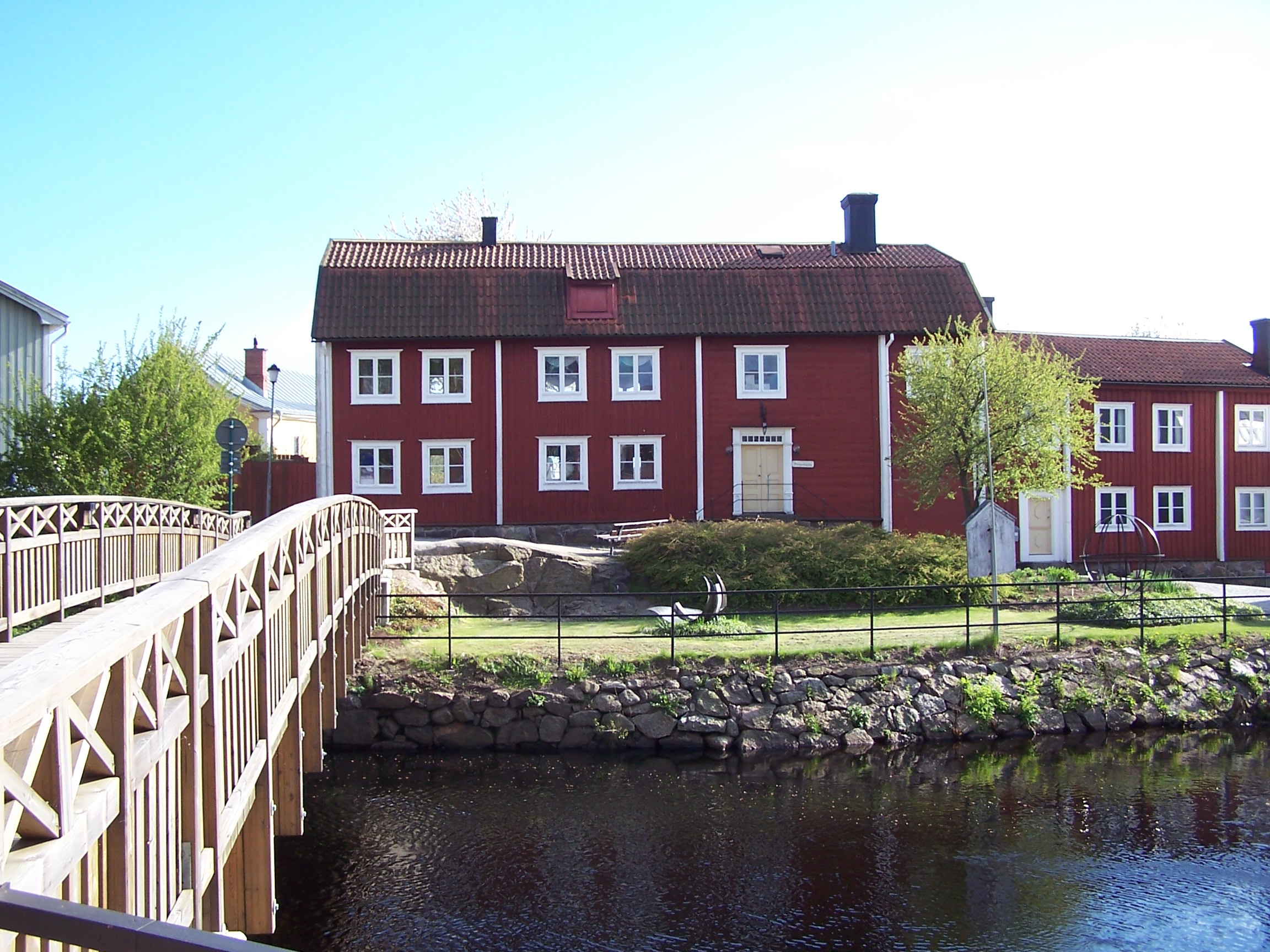
Rio de Ronneby
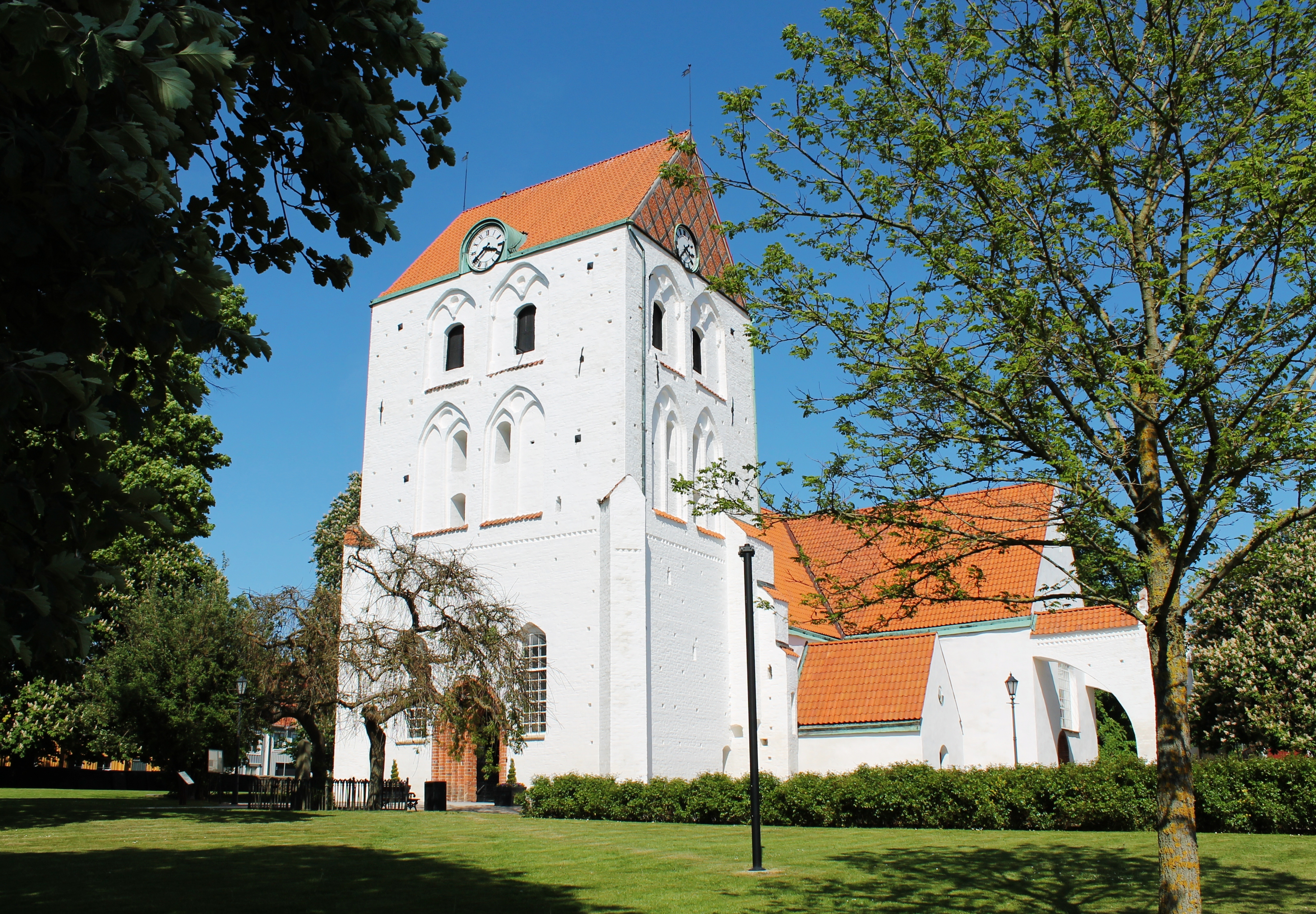
Igreja da Santa Cruz